# Miliție

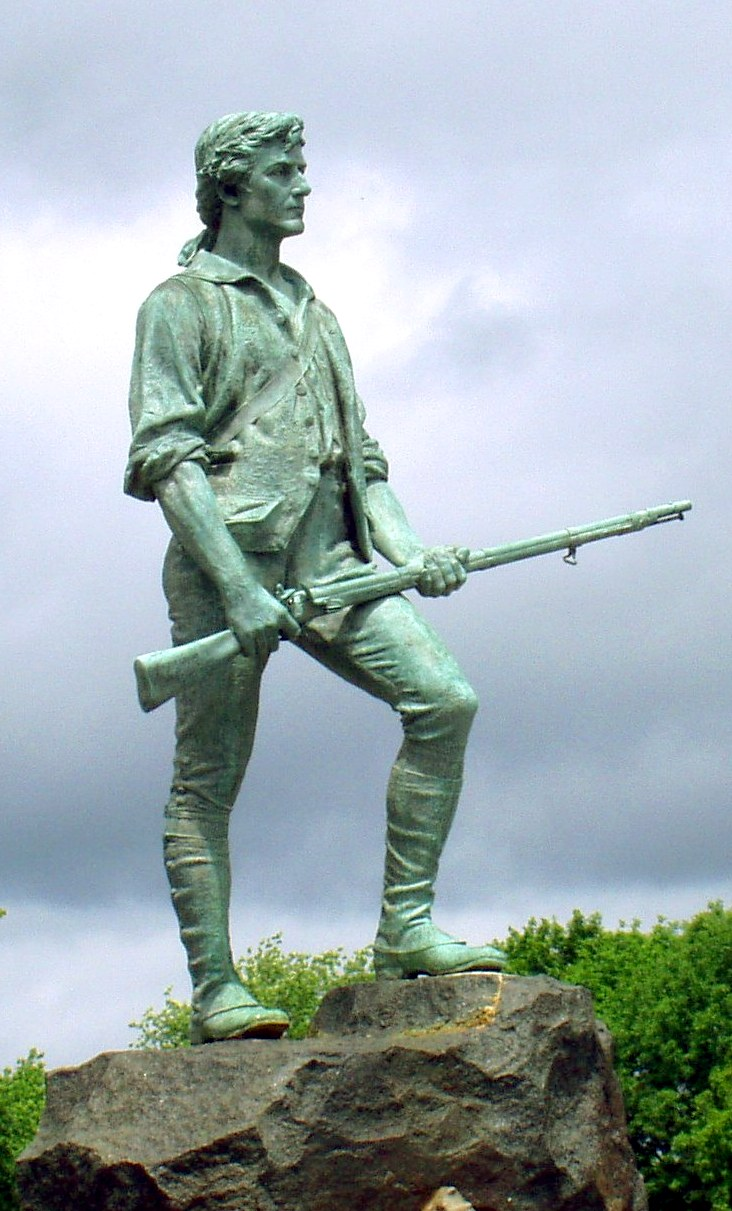
Statuia lui John Parker, cunoscută ca "Minuteman din Lexington" (milițianului american gata de luptă), sculptată de Henry Hudson Kitson

O miliție este format dintr-un grup de cetățeni organizați astfel încât să asigure un serviciu paramilitar. Cuvântul poate avea mai multe înțelesuri, funcție de aria geografică sau de momentul istoric: 
- Rezerva armatei, compusă din soldați de rezervă;
- Miliția, forțele naționale de poliție din Rusia, unele state CSI, sau din fosta Uniune Sovietică și unele foste țări comuniste;
- Întreaga populație capabilă de luptă a unui stat, care poate fi mobilizată în cazul unui atac inamic;
- O forța particulară, neguvernamentală, nesprijinită și de multe ori necontrolată de guvernul național.

Miliția este deosebită de armata permanentă a unui stat. Este folosită pentru suplimentarea efectivelor armatei naționale sau, dimpotrivă, i se poate opune, de exemplu pentru a lupta împotriva unei tentative de lovitură de stat. 
Uneori, "inamicul" împotriva căruia se mobilizează o miliție este un oponent politic intern, un partid aflat sau nu la putere, sau o mișcare sindicală. De cele mai multe ori, existența milițiilor este un fapt foarte controversat. În multe țări există reguli foarte stricte cu privire la recrutarea, antrenarea sau mobilizarea milițiilor. 

### Miliții sprijinite de stat
- Miliția din Virginia
- Miliția elvețiană
- State Defense Forces sau "Milițiile de Stat"
- MVSN
- Texas State Guard
- Miliția din New Hampshire

### Miliții particulare
- Colorado Minutemen (Statele Unite)
- Miliția cetățenilor din North Carolina
- Militia din Montana (Statele Unite)
- Miliția din Michigan (Statele Unite)
- Corpurile miliției din Indiana Militia
- Miliția neorganizată din Champaign County (Ohio) (Statele Unite)
- Miliția neorganizată din statul Hawaii  (Statele Unite)
- Tatenokai (Japonia)
- Mahdi Army (Irak)
- Hezbollah (Liban)
- Organizația Badr